# Machine à cycle organique de Rankine
 (juin 2016).
Si vous disposez d'ouvrages ou d'articles de référence ou si vous connaissez des sites web de qualité traitant du thème abordé ici, merci de compléter l'article en donnant les références utiles à sa vérifiabilité et en les liant à la section « Notes et références ».
Une machine à cycle organique de Rankine (ORC) (ou Organic Rankine Cycle (ORC) en anglais) est une machine thermodynamique produisant de l’électricité à partir de chaleur (dont chaleur fatale industrielle, ou chaleur renouvelable), en utilisant un cycle thermodynamique de Rankine mettant en œuvre un composé organique comme fluide de travail.

## Histoire
Depuis plus de deux siècles, la thermodynamique a permis de comprendre comment transformer l'énergie thermique (chaleur) en énergie mécanique (travail, électricité). Cette transformation est réalisée grâce à des cycles thermodynamiques théorisés par Carnot dont un des plus connus est le cycle de Rankine.
Le cycle de Rankine, qui tient son nom de William Rankine (savant écossais du XIXe siècle), est un procédé utilisé dans toutes les centrales à vapeur pour transformer l’énergie thermique en énergie électrique. 

## Principe de fonctionnement

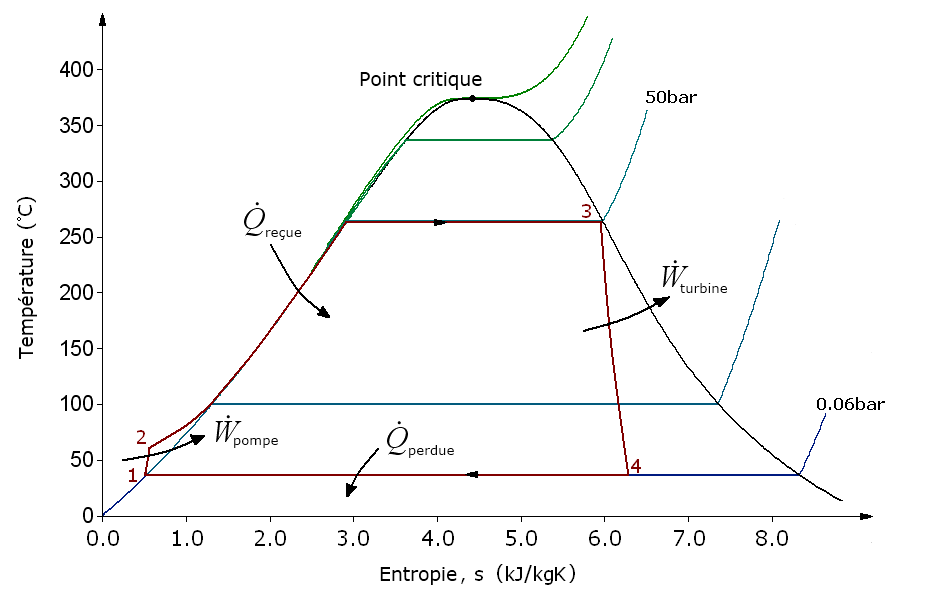
Diagramme entropique du cycle de Rankine avec l'eau comme fluide de travail

Le cycle de Rankine fonctionne de la manière suivante : un fluide de travail est chauffé puis vaporisé grâce à une source de chaleur. La vapeur produite est ensuite détendue dans une turbine pour produire de l'énergie mécanique puis de l'électricité grâce à un alternateur générateur d'électricité qui convertira cette énergie mécanique en énergie électrique. La vapeur détendue est ensuite condensée pour fermer le cycle thermodynamique et fonctionner ainsi en circuit fermé (cf. schéma ci-contre).
La technologie des cycles de Rankine organiques (ou Organic Rankine Cycle – ORC en anglais) est utilisée dans les centrales traditionnelles à vapeur d’eau pour produire de l’électricité à partir de chaleur haute température et de manière essentiellement centralisée.
Les machines ORC permettent d’adapter ce principe pour produire de l’électricité à partir de chaleur basse et moyenne température et de manière décentralisée, en remplaçant la vapeur d’eau des cycles de Rankine par un fluide réfrigérant dit « organique » (issu de la chimie du carbone). Les spécialistes s’accordent à dire que la machine à vapeur (moteur ou turbine) peut être présentée comme l’ancêtre, et un cas particulier pour lequel le fluide utilisé est de l’eau, de la famille des machines à cycle de Rankine. La branche ORC de cette grande famille étant de loin la plus fournie.
La science de la thermodynamique met en avant le fait que la chaleur et l’électricité sont deux formes d’énergie qui, quantitativement, se mesurent avec les mêmes unités (kWh, calorie, kJ) mais qui traduisent, qualitativement, deux notions très différentes : la chaleur est une énergie désordonnée qui prend une forme difficilement transformable. En revanche, l’électricité est une énergie de meilleure qualité car très transformable: lumière, énergie mécanique, information, etc.
La thermodynamique nous apprend que cette transformation même en situation idéale (rendement dit de Carnot) se réalise avec un rendement inférieur à 1 d’autant plus proche de 1 que la différence de température entre la source chaude et la source froide du cycle est importante. Dans le cas des ORC, le rendement obtenu est environ 40 % du rendement théorique de Carnot.
Les machines ORC permettent ainsi de valoriser une quantité de chaleur en une quantité d’électricité plus faible mais plus utile. 
Dans une autre de leurs applications, les machines ORC permettent aussi de refroidir certaines sources chaudes (par exemple des fumées de fours avant leur filtration) pour valoriser cette chaleur perdue en énergie utile.
À ce jour[Quand ?] environ 3 600 MW de capacité électrique ont été installés dans le monde

## Composants

### Module complet
Fonctionnant selon le principe des cycles de Rankine, le module ORC est constitué de six principaux éléments : un condenseur, une pompe (et un moteur électrique de pompe), un évaporateur, un expandeur associé à une génératrice et un certain volume de fluide organique qui circule entre ces éléments.
L’ensemble est connecté par des tuyauteries et est régulé par un automate, des capteurs et des actionneurs (vannes). Le module ORC produit de l’électricité qui est acheminée vers les réseaux électriques.
Le module ORC est une unité de production d’électricité à partir de chaleur, qu’elle provienne de fumées, d’huile thermique, d’eau surchauffée ou de vapeur, de type décentralisée, de puissance électrique pouvant varier de quelques dizaines de kilowatts à plusieurs milliers de kilowatts. Quelques unités de ORC atteignent même une puissance de 10 000 kWe ou 10 MW et plus. Les modules ORC sont généralement compacts, assemblés ou préassemblés en usine, facile à mettre en œuvre et surtout très facile à exploiter. Travaillant à des températures et pression faibles, en circuit fermé, les modules ORC ont une excellente durée de vie et disponibilité.

### L'expandeur/la turbine
L'expandeur est une machine qui permet de détendre le fluide/gaz de haute pression à basse pression en entraînant un alternateur afin de générer l'énergie électrique. Cet équipement est au cœur du module ORC. Les principaux fabricants de ORC de puissance équipent leurs modules ORC de leurs propres expandeurs pour détendre le fluide organique. Pour des puissances inférieures jusqu'à quelques centaines de kW, les fabricants de petits ORC utilisent des détendeurs à vis, à piston ou des détendeurs scroll. Ces dernières technologies, dites volumétriques, ne permettent pas de construire des ORC de puissance. À partir d'environ 1 MW la seule technologie applicable est celle des turbines. 
Une turbine est généralement conçue pour un fluide donné et un domaine de pression/débit/température donné. 
Les turbines ORC sont des objets complexes qui nécessitent pour leur développement et leur fabrication des équipes spécialisées et hautement qualifiées en thermodynamique, physique des écoulements, simulation, mécanique, électricité, instrumentation, contrôle, hydraulique et lubrification, génie des matériaux, etc.

### Fluides organiques
Pour toutes les applications où l’eau n’est pas un fluide pertinent pour construire un cycle de Rankine, on peut utiliser un module ORC dans lequel le fluide est choisi spécialement pour l’application, et les composants (expandeurs/turbines, échangeurs) spécialement conçus à cet effet.  
Parmi les principaux fluides utilisés, on trouve :
- Les réfrigérants (de type HFC, HFO, HFE), c’est-à-dire les fluides utilisés dans l’industrie du froid, de la climatisation et des pompes à chaleur. Ils sont adaptés aux températures < 200 °C en entrée de machine. La plupart sont non-inflammables et non toxiques.
- Les alcanes (pentane, butane) utilisés depuis de nombreuses années et sur un domaine de température plus large (jusqu’à 250 °C typiquement), mais étant de nature explosive.
- Les siloxanes (composés issus de la chimie du silicone), adaptés pour les sources de températures élevées (typiquement 250 °C à 300 °C) que l’on retrouve dans les centrales biomasses et pour la valorisation de chaleur perdue à haute température.

D’autres applications comme l’Énergie Thermique des Mers considèrent l’ammoniaque pour des températures très basses (25 °C) ou le CO2 pour certaines applications (éventuellement très haute température). Le toluène est également utilisé dans des applications haute température malgré les risques liés à ce type de fluide.
Chaque fluide a des avantages et des inconvénients (prix, plage de température, propriétés physiques, impact environnemental, risques) et nécessite des conceptions de modules et de turbines spécifiques.

## Comparaison entre ORC et cycles à vapeur
Selon une étude récente d’ICF International financée par le DOE Américain (Waste Heat to Power Market Assesment - mars 2015), les turbines à vapeur (également appelées Steam Rankine Cycle ou SRC) et les ORC sont présentées comme les deux seules technologies matures utilisées pour produire de l’électricité à partir de chaleur. 
L'utilisation de l'eau présente un certain nombre d'inconvénients :
- Le traitement de l’eau (purges chaudières) et de fait, la nécessité de mettre en place des auxiliaires coûteux comme des systèmes de déminéralisation ;
- La faible densité de la vapeur qui nécessite des turbines devant tourner très vite pour les faibles puissances ;
- Une forte détente isentropique qui nécessite la mise en œuvre complexe d’un grand nombre d’étages (irréaliste sur des turbines de relative petite taille, inférieure à 1 MW) ;
- Le caractère « mouillant » de la détente en turbine, due aux propriétés thermodynamiques de l’eau, qui implique de surchauffer la vapeur d’eau avant l’entrée de la turbine et qui entraine l’usure des derniers étages de turbines (à cause des gouttelettes de liquides) ;
- L’impossibilité de fonctionner aux basses températures (impossibilité économique à températures situées entre 200  et   100 °C et impossibilité technique pour des sources à moins de 100 °C) ;
- La difficulté de trouver des constructeurs fiables pour des petites puissances.

Ces inconvénients sont donc particulièrement forts pour les petites puissances et les faibles températures. C’est d’ailleurs un domaine où les turbines à vapeur sont rares.
Par rapport à l’eau, il existe des fluides organiques qui présentent des avantages certains sur ces applications :
- Les fluides sont séchants : les modules ORC n’ont pas besoin de surchauffeur (composant volumineux et coûteux), et la détente ne génère pas de gouttelettes de fluides liquides donc il n’y a pas de risque d’endommager la turbine quand la température de la vapeur de fluide baisse ;
- La densité est élevée : les turbines tournent moins vite et ont moins d’étages, elles sont donc plus robustes et coûtent moins cher ;
- Les fluides organiques ont des températures d’ébullition inférieures à 50 °C (les réfrigérants s’évaporent à 30−35 °C, typiquement à pression ambiante) ;
- Les fluides travaillent en circuit fermé, ne sont jamais pollués et ne nécessitent pas d’être purgés.

L’ensemble de ces critères entraîne une meilleure fiabilité et de meilleures performances technico-économiques globalement (sur le domaine d’application des ORC). À noter que les fluides organiques sont généralement limités par une température maximale d’utilisation, au-delà de laquelle le fluide se décompose en sous-produits. De ce fait, leur utilisation en haute température est limitée (à la différence de l’eau qui est stable même à 500 °C).
Ainsi, pour des sources de chaleur supérieures à 300 °C/350 °C sous forme liquide ou vapeur, les cycles à vapeur d'eau sont généralement les plus performants. En dessous de cette température, les solutions utilisant le cycle à vapeur d'eau ne permettent pas de récupérer des sources de chaleur à basse température de manière performante ou de faire des centrales de petite taille économiquement intéressantes. 
Pour des sources de chaleur inférieures à 300 °C/350 °C sous forme liquide ou vapeur, les ORC représentent donc une solution technique plus viable et plus adaptée que les cycles à vapeur d'eau grâce notamment à leur simplicité de mise en œuvre et d’exploitation mais également grâce à leur grande fiabilité. 
Les coûts de mise en œuvre et d’exploitation et maintenance des turbines à vapeur d'eau et en particulier la nécessité d’une surveillance par opérateur 24H/24 pour éviter la désurchauffe (avec risque de génération de gouttelettes d'eau destructrices pour les turbines) sont un handicap certain dont souffre la technologie des turbines à vapeur. En particulier dans les pays développés où la solution ORC s’impose de plus en plus pour des installations jusqu’à 5 MW électriques et plus même pour des températures au-delà de 300 °C.

## Rendement
Le rendement électrique d’une machine de production d’électricité se définit par le rapport entre la puissance électrique générée et la puissance thermique absorbée par la machine. La thermodynamique nous enseigne que le rendement maximal théorique d’une machine dépend uniquement des températures de la source chaude et de la source froide : c’est le rendement de Carnot. Plus l’écart de température entre les sources est élevé, plus grand sera le rendement théorique (et en pratique, le rendement réel). Les ORC ont typiquement des rendements de l’ordre de 40 % du rendement théorique de Carnot.
Pour des sources de chaleur à basse et moyenne température, c’est-à-dire inférieures à 300 °C, et des puissances inférieures à 3 mégawatts, les rendements électriques des machines déployées sont généralement compris entre 10 % et 20 %, que l’on soit dans le cas des ORC ou dans le cas des centrales à cycle vapeur. Ce rendement ne peut pas être comparé à celui obtenu avec les sources de chaleur élevées qu'on trouve, par exemple, sur les solutions de production d’électricité centralisées comme les centrales à charbon à vapeur supercritique (typiquement 300 bars et 600 °C) ou les grands cycles combinés à gaz, par nature plus élevés.
Dans leur domaine d’applications, les ORC apportent cependant de vraies solutions en termes de facilité d’utilisation, de coût complet et de rentabilité vis-à-vis des turbines à vapeur. En fonction de la température de la source chaude, il est également possible de faire de la cogénération (production combinée d'électricité et de chaleur) en valorisant la chaleur obtenue au condenseur.

## Domaine d'application

### Récupération dechaleur fatale
Parce qu’il offre les meilleures performances à moyenne/basse température, le ORC s’avère être la technologie la plus prometteuse pour récupérer l'énergie des sources de chaleur basse et moyenne températures perdue au niveau des procédés industriels (« chaleur fatale »). La chaleur fatale est la chaleur qui est générée lors du fonctionnement d’un procédé qui n’en constitue pas la finalité première et qui, de ce fait, n’est pas nécessairement récupérée. Une partie de la chaleur est inévitablement rejetée d’où l’appellation de « chaleur fatale » ou « chaleur perdue ». 
De manière générale, la chaleur fatale peut-être issue d’un grand nombre de sites industriels: les aciéries, cimenteries, verrerie, raffineries, les sites d’élimination des déchets, les stations de compression de gaz ou les moteurs diesel, etc. Les principaux procédés concernés sont les fours ainsi que les moteurs diesel ou à gaz et les turbines à combustion.
Lors du fonctionnement d’un four, seulement 20 à 40 % de l’énergie du combustible utilisé constitue de la chaleur utile, le reste étant de la chaleur fatale, c’est ainsi 60 à 80 % de l'énergie totale consommée (chaleur fatale) qui est potentiellement récupérable.
Si les appellations de « chaleur perdue » et de « chaleur fatale » apportent un caractère inéluctable, il n’en demeure pas moins que la chaleur fatale peut être récupérée par les solutions capables de valoriser cette énergie thermique. 
Cette récupération passe par deux principaux axes de valorisation :
- Une valorisation sous forme de chaleur pour répondre à des besoins de chaleur propres à l’entreprise ou à des besoins de chaleur d’autres entreprises, ou plus largement, d’un territoire, via un réseau de chaleur urbain (dont la dimension est forcément limitée compte tenu des pertes de chaleur en ligne) ;
- Si les possibilités de valorisation de la chaleur en chaleur sont limitées, une valorisation sous forme d’électricité devient pertinente pour répondre à des besoins électriques propres à l’entreprise (autoconsommation), ou à des besoins électriques collectifs externes en réinjectant cette électricité sur le réseau (production décentralisée d’électricité).

Ces deux formes de valorisation sont pertinentes et complémentaires car les niveaux de température sont différents dans un cas et dans l’autre. La production d’électricité est possible pour des températures d’un niveau minimum d’environ 100 °C alors que la production de chaleur est envisageable en dessous de ce niveau. L’avantage principal de l’électricité par rapport à la chaleur est sa capacité à se transporter à faible coût et faible perte. Dans ce cadre, le niveau de température déterminera la stratégie de valorisation à mettre en place. Comme illustré dans le graphique ci-dessous, les niveaux de température s’étendent de 30 °C (eaux usées) à 500 °C (gaz de combustion...).
Grâce aux modules ORC, une usine peut ainsi améliorer son bilan énergétique et économique, en auto-consommant l’électricité produite ou en l’exportant sur le réseau, sans rejet ni production de gaz à effet de serre. Cela peut représenter une réduction de la consommation électrique de 5 à 30 % selon les sites et les procédés.

### Production d'énergie renouvelable

#### Biomasse
Par biomasse, on désigne une ressource organique d’origine végétale agricole ou forestière stockant de l’énergie chimique et pouvant la restituer sous forme de chaleur par combustion, par méthanisation ou par transformation chimique. La biomasse la plus utilisée est le bois sous ces différentes formes (plaquettes forestières, chutes de l’industrie du bois, bois recyclés…) mais il existe également de nombreuses ressources biomasses qui sont des résidus de cultures : la paille, la bagasse (fibre de canne à sucre), la balle de riz, l’écorce de noix de coco, les résidus du tournesol, du coton etc. 
La biomasse est la deuxième énergie renouvelable au monde car elle est énormément utilisée pour la production de chaleur. Avant d’être transformée, la biomasse représente aussi souvent une nuisance qu’il faut traiter (sciure, déchets verts…).
Quand elle est utilisée de manière durable, la biomasse est une énergie renouvelable, écologique, permettant un développement harmonieux des territoires et une production d’énergie optimisée en cogénération notamment, voire en trigénération avec alimentation d'un réseau de chaleur et d'un réseau de froid comme à Montpellier. Associés à des chaudières à vapeur saturée ou à eau surchauffée, les modules ORC  permettent de produire de l’électricité et de la chaleur. Les techniques actuelles de filtration des fumées en sortie de chaudières diminuent fortement le niveaux de rejets (mais en produisant des résidus plus toxiques).
Quand les chaufferies biomasse alimentent en chaleur des réseaux urbains, la technologie ORC permet de valoriser une différence de température entre la chaudière biomasse et le réseau pour produire de l’électricité et de la chaleur en cogénération. Grâce à l’utilisation de fluide non inflammable, ces centrales de cogénération ORC biomasse s’intègrent parfaitement dans les éco-quartiers de demain et constituent une brique technologique indispensable à l’émergence de territoires à énergie positive. 
Une centrale ORC biomasse de cogénération de 1 MW consomme environ 15 000 tonnes par an de biomasse pour produire l’énergie électrique et en chaleur équivalent à 1 500 logements, avec un rendement global optimum (10 % à 15 % électrique et 70 % thermique). Certaines (ex à Montpellier) peuvent même produire également du froid en été on parle alors de tri-génération.
Dans certaines géographies, les centrales biomasses ORC peuvent permettre de sécuriser les réseaux électriques, voire de permettre à des communautés isolées, autrefois alimentées avec des groupes électrogènes fonctionnant au diesel, de bénéficier d’une énergie locale, propre, performante et économique.

##### En Europe
Beaucoup de centrales de cogénération biomasse de petites puissances utilisent essentiellement la technologie des ORC. La France a lancé le 8 février 2016 le premier appel d’offres CRE ouvert aux centrales biomasses de faible puissance (< 1 MWe). Le potentiel à l’international est aussi très important, dont dans la valorisation de biomasses difficiles à brûler comme  la paille de riz. En intégrant un module ORC, une centrale biomasse peut produire simultanément de l’électricité et de la chaleur à partir de biomasse sans utiliser de fluides inflammables. 
Ce type de cogénération est bien adaptée aux écoquartiers qui améliorent leur autonomie énergétique en valorisant durablement et efficacement la ressource de biomasse locale, avec un rendement supérieur à 75 % (rendement énergétique global : électricité + chaleur). C’est une des rares technologies qui permettent de réaliser des territoires à énergie positive (TEPOS).

#### Géothermie

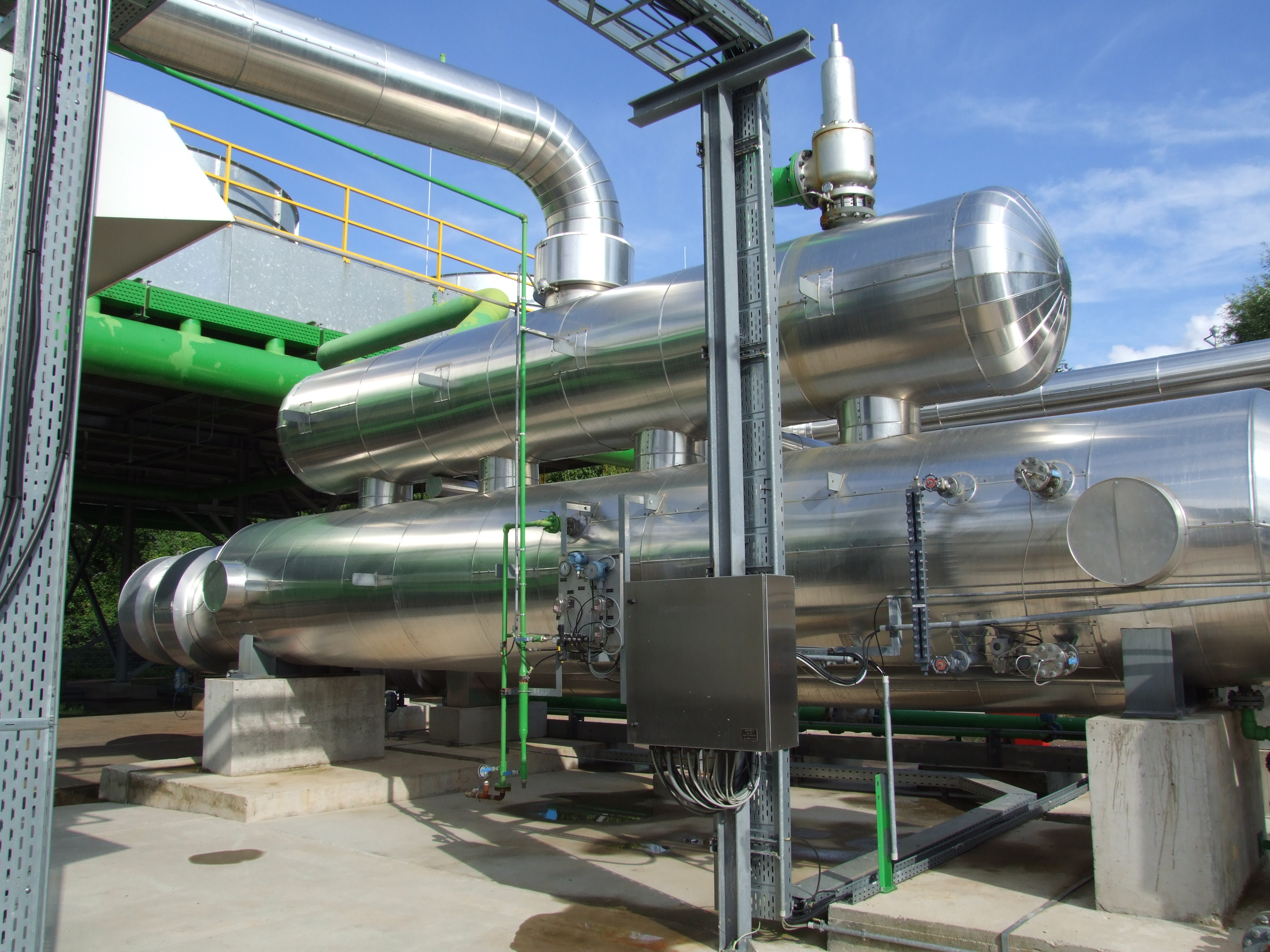
Exemple d'installation géothermique utilisant un module ORC au 2-méthylbutane à Landau in der Pfalz.

La chaleur géothermique (issue des phénomènes thermiques internes du globe terrestre) est considérée comme une énergie renouvelable, locale, propre et quasi-inépuisable. 

La géothermie l'exploite jusqu'à 6 kilomètres de profondeur. Entre 90  et   180 °C les machines ORC sont les seules utilisables pour produire de l’électricité. En effet, pour ces applications, la température de la source chaude et les coûts de développement rendent prohibitifs le déploiement de centrales à vapeur. 
Contrairement aux centrales géothermiques à vapeur c’est également une solution vertueuse en matière environnementale puisque le fluide géothermal est entièrement réinjecté dans le sous-sol sans risque d’émission des composants dissous dans le fluide et qui sont néfastes pour l’environnement et en particulier des composés soufrés.  
Les puits géothermiques remontent cette chaleur au travers d’un circuit d’eau semi-fermé entre la surface et le sous-sol. Dans les centrales géothermiques ORC (historiquement, également appelées centrales binaires), l’eau chaude ainsi remontée traverse un échangeur thermique avant d’être généralement entièrement réinjectée. Cet échangeur capte la chaleur contenue dans l’eau chaude souterraine pour alimenter le ORC qui produit ainsi de l’électricité et la chaleur d’un réseau de chaleur en surface.
Dans le monde entier, et en particulier au Japon, Philippines, Afrique de l’est, Mexique, États-Unis, certaines zones du globe sont connues pour être des champs géothermiques (souvent d’origine volcanique) à haute température à moyenne ou faible profondeur. Les techniques récemment développées en matière de forage profond (3 000–5 000 m) et d’ingénierie des réservoirs géothermiques, permettent d’envisager des projets en Europe quasi exclusivement de type ORC, en particulier en France (Alsace, Provence, Massif central et également Aquitaine). 
L’électricité d’origine géothermale est stable, non-intermittente, propre et non émettrice de CO2. Les projections de l’Union européenne en matière d’électricité renouvelable d’origine géothermie sont de 1 300 MW à l’horizon 2030, essentiellement en machines ORC. La France de son côté a un objectif de 80 MW de capacité nouvelle à l’horizon 2023.